# Moorhead
Moorhead je město v americkém státě Minnesota ve Clay County, jehož je sídlem. Je největším městem na severozápadě státu. V roce 2015 zde žilo 42 005 obyvatel. Nachází se na východním břehu Severní Červené řeky naproti Fargu v Severní Dakotě.

## Historie
Město bylo založeno v roce 1871. Je pojmenováno po činovníku Severopacifiské železnice Williamu Garrowayi Moorheadovi (1811–1895).